# Закамское кладбище
Закамское кладбище — кладбище в Кировском районе Перми.
Расположено напротив СНТ «Смородинка» вдоль дороги, соединяющей улицы Липатова и Лесную, по соседству с микрорайоном Закамск. Площадь кладбища — 24,5 га.
Кладбище возникло в конце 1940-х годов. Одними из первых здесь были похоронены известные жители Закамска — Е. Т. и Я. Е. Суслины, поэтому поначалу кладбище называлось Суслинским. Кладбище закрыто для захоронений и открыто для подзахоронений.
Кладбище разделено центральной аллеей на две равные части, деление на кварталы отсутствует. Имеется татарский участок при входе.
Проезд автобусами № 8, 15, 20, 39, 55, 60, 64, 65, 80 до остановки «Кинотеатр Рубин».

## Известные люди, похороненные на кладбище
- Худанин, Фёдор Николаевич (1914—1969) — Герой Советского Союза.
- Наговицын, Сергей Борисович (1968—1999) — музыкант, автор-исполнитель.